# Asclepias gentryi
Asclepias gentryi är en oleanderväxtart som beskrevs av Standley. Asclepias gentryi ingår i släktet sidenörter, och familjen oleanderväxter. Inga underarter finns listade i Catalogue of Life.